# Patera de Pocahontas
Pocahontas Patera
Pour les articles homonymes, voir Pocahontas.
La patera de Pocahontas (désignation internationale : Pocahontas Patera) est une patera située sur Vénus dans le quadrangle de Fortuna Tessera. Elle a été nommée en référence à Pocahontas, pacificatrice amérindienne powhatan (1595–1617).